# Ludioschema atkinsoni
Ludioschema atkinsoni is een keversoort uit de familie kniptorren (Elateridae). De wetenschappelijke naam van de soort is voor het eerst geldig gepubliceerd in 1895 door Candèze.